# Tour de Bretagne Cycliste
Die Tour de Bretagne Cycliste – Trophée des Granitiers ist ein französisches Straßenradrennen.
Das Etappenrennen wurde 1967 zum ersten Mal unter dem Namen Ruban Granitier Breton ausgetragen und trägt seit dem Jahr 2006 seinen heutigen Namen. Es findet seitdem jährlich im April oder Mai in der französischen Region Bretagne statt. Seit 2005 zählt die Tour de Bretagne zur UCI Europe Tour und ist in die Kategorie 2.2 eingestuft. Rekordsieger ist der Franzose Marcel Duchemin, der das Rennen dreimal für sich entscheiden konnte.

## Palmarés
| Jahr                   | Sieger                               | Zweiter                          | Dritter                    |          |
| ---------------------- | ------------------------------------ | -------------------------------- | -------------------------- | -------- |
| Ruban Granitier Breton |                                      |                                  |                            |          |
| 1967                   | Marcel Duchemin                      | Jean Vidament                    | Jean-Claude Le Hec         |          |
| 1968                   | Guy Ignolin                          | François Le Bihan                | François Goasduff          |          |
| 1969                   | Jean-Paul Maho                       | Bernard Dupuch                   | Jacques Botherel           |          |
| 1970                   | Marcel Duchemin                      | Jean-Paul Maho                   | Alain Nogues               |          |
| 1971                   | Marcel Duchemin                      | Wladislaw Wiktorowitsch Neljubin | Claude Duterme             |          |
| 1972                   | André Corbeau                        | Jaime Huélamo                    | Alain Nogues               |          |
| 1973                   | Boris Gennadjewitsch Suchow          | Gennadi Wiktorowitsch Komnatow   | Vikenti Basko              |          |
| 1974                   | Stanisław Szozda                     | Tadeusz Mytnik                   | Janusz Kowalski            |          |
| 1975                   | Alexander Michailowitsch Gusjatnikow | Wladimir Jurjewitsch Ossokin     | Philippe Denié             |          |
| 1976                   | Boris Issajew                        | Alexander Tichonow               | Leo van Vliet              |          |
| 1977                   | Daniel Willems                       | Daniel Gisiger                   | Jean-Louis Gauthier        |          |
| 1978                   | Krzysztof Sujka                      | Jan Krawczyk                     | Czesław Lang               |          |
| 1979                   | Jan Jankiewicz                       | Krzysztof Sujka                  | Czesław Lang               |          |
| 1980                   | Giorgio Casati                       | Boris Issajew                    | Juri Wiktorowitsch Barinow |          |
| 1981                   | Marc Somers                          | Claude Moreau                    | Fabien De Vooght           |          |
| 1982                   | Willem Van Eynde                     | Laurent Eudeline                 | Philippe Delaurier         |          |
| 1983                   | Juri Kaschirin                       | Wiktor Demidenko                 | Oleh Tschuschda            |          |
| 1984                   | Dan Radtke                           | Holger Müller                    | Frank Herzog               |          |
| 1985                   | Philippe Louviot                     | Pascal Kolkhuis Tanke            | Erik Breukink              |          |
| 1986                   | Gilles Sanders                       | Pascal Campion                   | Jonny Clay                 |          |
| 1987                   | Ihar Sumnikau                        | Pascal Lino                      | Philippe Goubin            |          |
| 1988                   | Armand de Las Cuevas                 | Pierre Duin                      | Marek Leśniewski           |          |
| 1989                   | Harm Jansen                          | Chris Peers                      | Marc Wauters               |          |
| 1990                   | Jose Carlos Freire                   | Kiril Beljajew                   | Chann McRae                |          |
| 1991                   | Richard Vivien                       | Rémy Quinton                     | Peter Verhesen             |          |
| 1992                   | Jewgeni Bersin                       | Stéphane Boury                   | Wladislaw Bobrik           |          |
| 1993                   | Dominique Bozzi                      | Stéphane Boury                   | Frédéric Guesdon           |          |
| 1994                   | Anatoly Tchubar                      | Niels van der Steen              | Claude Lamour              |          |
| 1995                   | Sebastien Guenee                     | Alexei Nakazny                   |                            |          |
| 1996                   | Stéphane Cueff                       | David Delrieu                    | Frank Van Den Abeele       |          |
| 1997                   | Philippe Bresset                     | Yoann Le Boulanger               | Frédéric Delalande         |          |
| 1998                   | Vincent Templier                     | Jerome Chiotti                   | Christophe Barbier         |          |
| 1999                   | David Dumont                         | Saulius Ruškys                   | Stephane Corlay            |          |
| 2000                   | Martial Locatelli                    | Dennis Heij                      | Michel Lallouët            |          |
| 2001                   | Guillaume Judas                      | Niels Brouzes                    | Sebastien Guerard          |          |
| 2002                   | Christophe Cousinié                  | Nicolas Dumont                   | Yoann Le Boulanger         |          |
| 2003                   | Dmitri Murawjow                      | Frédéric Delalande               | Balazs Rohtmer             |          |
| 2004                   | Laurent Mangel                       | Jussi Veikkanen                  | Simon Gerrans              |          |
| 2005                   | Stéphane Petilleau                   | Charles Guilbert                 | Russell Downing            |          |
| Tour de Bretagne       |                                      |                                  |                            |          |
| 2006                   | Dries Devenyns                       | David Le Lay                     | Pawel Brutt                |          |
| 2007                   | Lars Boom                            | Martijn Maaskant                 | David Le Lay               |          |
| 2008                   | Benoît Poilvet                       | Bram Schmitz                     | Julien Antomarchi          |          |
| 2009                   | Julien Fouchard                      | Timofei Wiktorowitsch Krizki     | Jan Ghyselinck             |          |
| 2010                   | Franck Bouyer                        | Renaud Dion                      | Dimitri Le Boulch          |          |
| 2011                   | Péter Kusztor                        | Rene Mandri                      | Evaldas Šiškevičius        |          |
| 2012                   | Reinardt Janse van Rensburg          | Éric Berthou                     | Daan Olivier               |          |
| 2013                   | Riccardo Zoidl                       | Nick van der Lijke               | Jasha Sütterlin            |          |
| 2014                   | Bert-Jan Lindeman                    | Dylan Teuns                      | Sébastien Delfosse         |          |
| 2015                   | Sébastien Delfosse                   | Loïc Vliegen                     | Daniel Hoelgaard           |          |
| 2016                   | Adrien Costa                         | František Sisr                   | Lennard Hofstede           |          |
| 2017                   | Flavien Dassonville                  | Anders Skaarseth                 | Stan Dewulf                |          |
| 2018                   | Fabien Schmidt                       | Stan Dewulf                      | Julien Antomarchi          |          |
| 2019                   | Lorrenzo Manzin                      | Fabian Lienhard                  | Nils Eekhoff               |          |
| 2020                   | abgesagt                             | abgesagt                         | abgesagt                   | abgesagt |
| 2021                   | Jean-Louis Le Ny                     | Anthony Delaplace                | Valentin Retailleau        |          |
| 2022                   | Johan Le Bon                         | Alex Baudin                      | Mathis Le Berre            |          |
| 2023                   | Simon Pellaud                        | Nolann Mahoudo                   | Luke Lamperti              |          |
| 2024                   | Jakob Söderqvist                     | Morne Van Niekerk                | Jesse Kramer               |          |
| 2025                   |                                      |                                  |                            |          |